# Городенки (Калужская область)
Городенки — деревня в Износковском районе Калужской области России. Входит в сельское поселение «Село Льнозавод».

## География
Расположено у реки Городенка. Рядом — Гамзюки, Трушонки, Пелагеино.

## Население
| 2002 | 2010 |
| ---- | ---- |
| 6    | ↗7   |

## История
В 1782 году здесь находились селения Морозовской волости.